# إيمي هايز
إيمي هايز (بالإنجليزية: Amy Faye Hayes)‏ هي عارضة أمريكية، ولدت في 24 نوفمبر 1973 في وايندوت في الولايات المتحدة.